# آلیس تری
آلیس تری (انگلیسی: Alice Terry؛ ۲۹ ژوئیهٔ ۱۸۹۹ – ۲۲ دسامبر ۱۹۸۷) یک هنرپیشه، و کارگردان اهل ایالات متحده آمریکا بود. وی بین سال‌های ۱۹۱۶ تا ۱۹۳۳ میلادی فعالیت می‌کرد.

## فیلم‌شناسی
از فیلم‌ها یا برنامه‌های تلویزیونی که وی در آن نقش داشته است می‌توان به تمدن و اعترافات یک ملکه اشاره کرد.